# Резолюция Совета Безопасности ООН 1160
Резолюция Совета Безопасности ООН 1160 — документ, принятый 31 марта 1998 года на 3868-м заседании Совета Безопасности ООН в связи с политическим кризисом в Косово. Действуя на основании главы VII Устава Организация Объединённых Наций постановила ввести эмбарго на поставки оружия в Союзную Республику Югославия, в том числе в Косово, осудив при этом чрезмерное применение силы с стороны её правительства.
Ряд государств, среди которых Германия, Италия, Россия, Великобритания, США и Франция, предложили ввести всеобъемлющее эмбарго на поставки оружия в Союзную Республику Югославия. Совет Безопасности ООН резко осудил насилие, которое сербская полиция применяла в отношении мирных косовских демонстрантов, а также террористические акты, совершённые Армией освобождения Косова.
Совбез ООН призвал Югославию найти политическое решение конфликта, в то время как косовским албанцам было предложено осудить террористическую деятельность и добиваться своих целей мирным путём. Также было отмечено, что с насилием и терроризмом в Косово можно покончить, предложив албанской общине Косово подлинный политический процесс и перспективы получения большей степени автономии и самоуправления.
Прозвучала просьба к Обвинителю Международного трибунала по бывшей Югославии приступить к сбору информации о насильственных действиях в Косово, которые подпадают под его юрисдикцию.

### Голосование
Резолюция была поддержана 14 членами Совбеза ООН. Китай при голосовании воздержался, отметив, что этот вопрос носит внутреполитический характер.
| За (14) | Воздержались (1) | Против (0) |
| --- | ---------------- | ---------- |
| - Великобритания - Россия - США - Франция - Бахрейн - Бразилия - Габон - Гамбия - Кения - Коста-Рика - Португалия - Словения - Швеция - Япония | - Китай          |            |

 * жирным выделены постоянные члены Совета Безопасности ООН